# Der Hauptstadtbrief
Der Hauptstadtbrief war eine deutsche Zeitschrift, die von der Hauptstadtbrief Verlagsgesellschaft mit Sitz in Berlin verlegt wurde. Die Erscheinungsweise war wöchentlich als Beilage im Nachrichtenmagazin Focus und als Online-Ausgabe im Internet. Die letzte Ausgabe erschien am 22. April 2023 online und als Beilage; mit einer Online-Mitteilung verabschiedete sich die Redaktion am 28. April 2023 von ihren Lesern.
Der Hauptstadtbrief veröffentlichte Analysen, Hintergrundgeschichten und meinungsbildende Kommentare zu aktuellen politischen und gesellschaftlichen Themen. Verleger des Hauptstadtbriefs war Detlef Prinz, als Herausgeber fungierten Ulrich Deppendorf und Ursula Münch. Der Verlag befand sich in dem denkmalgeschützten Gebäude Tempelhofer Ufer 23–24 in Berlin-Kreuzberg.

## Medientyp und Erscheinungsformen
Der Hauptstadtbrief war politisch unabhängig und finanzierte sich aus dem Verkauf von Anzeigen. Die Online-Ausgabe war über barrierefreies Internet zugänglich. In unregelmäßiger Folge erschienen 2011 bis 2014 aktuelle Sonderausgaben in Zusammenarbeit mit der Stiftung Familienunternehmen in den Tageszeitungen Frankfurter Allgemeine Zeitung und Die Welt.
Von November 2018 bis Oktober 2021 erschien Der Hauptstadtbrief wöchentlich in Zusammenarbeit mit der Funke Mediengruppe auf Seite 5 der Berliner Morgenpost. Seit 6. November 2021 bis zu seiner Einstellung im April 2023 erschien er als achtseitige Beilage im Nachrichtenmagazin Focus.

## Geschichte
Der Hauptstadtbrief erschien erstmals im Oktober 1999. Anlass für die Gründung eines „Informations- und Hintergrund-Dienstes aus Berlin“ war der Umzug von Bundestag und Bundesregierung von Bonn nach Berlin. Die Gründer waren der Fernsehjournalist Ernst-Dieter Lueg, der Jurist und Buchautor Diether Huhn, der Verleger Detlef Prinz und der Zeitungsjournalist und Chefredakteur a. D. Bruno Waltert. Von 2012 bis 2018 leitete Rainer Bieling als Redaktionsdirektor den Hauptstadtbrief.

## Belege
1. ↑  https://www.derhauptstadtbrief.de/ „It was a good run. Danke, dass Sie die vergangenen Jahre mit uns geteilt haben.“ (Mitteilung in der Kopfzeile der Website, aufgerufen am 24. August 2023.)
2. ↑  https://www.burda.com/de/news/der-hauptstadtbrief-exklusive-beilage-im-print-abo/